# Gerhard Kohnert

Gerhard Kohnert (2 de septiembre de 1882 en Geestemünde; 5 de julio de 1962 en Melle) fue un empresario alemán, fabricante de muebles, político municipal y promotor de instituciones culturales locales.

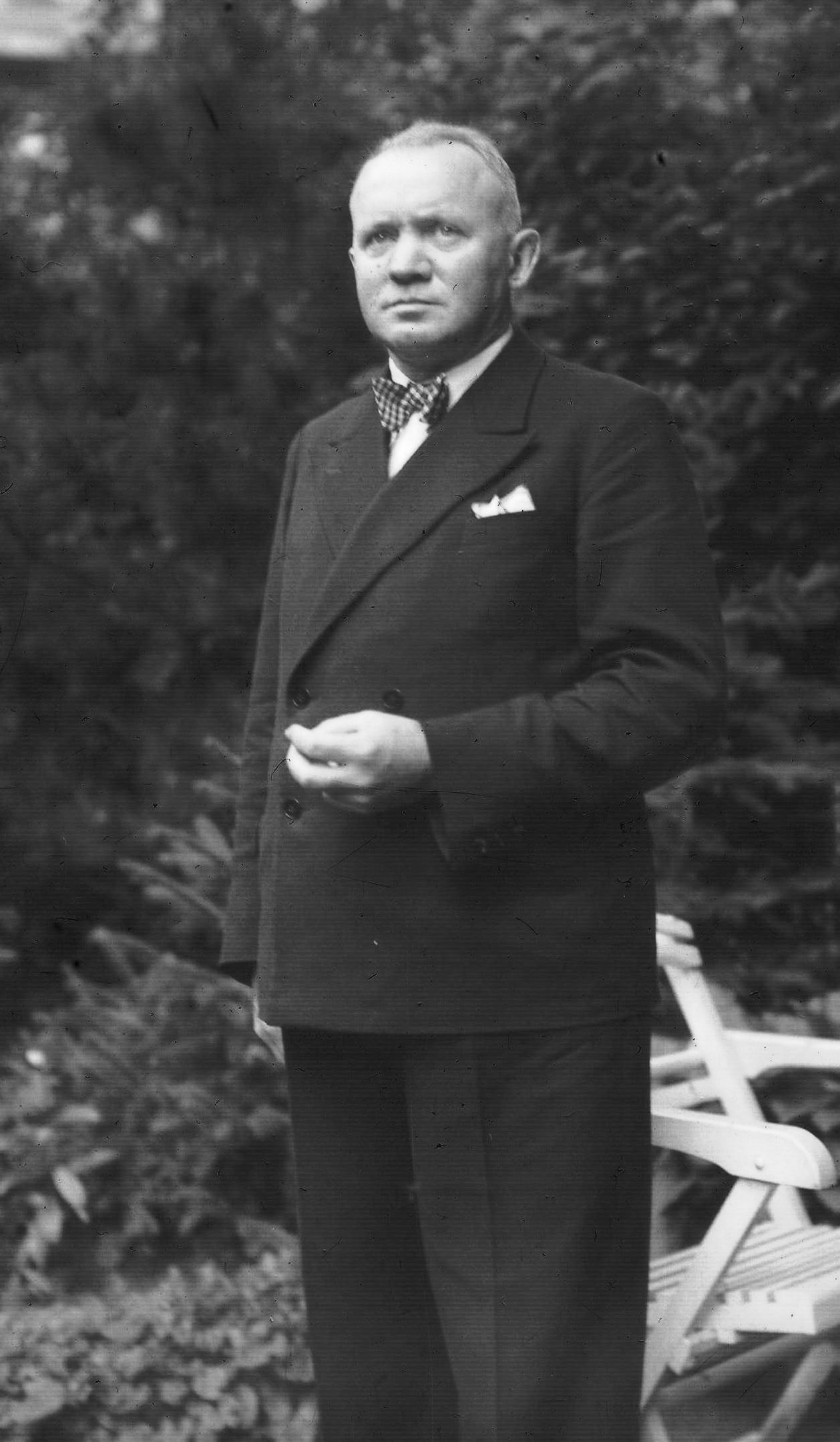
Gerhard Kohn(ert), 1936

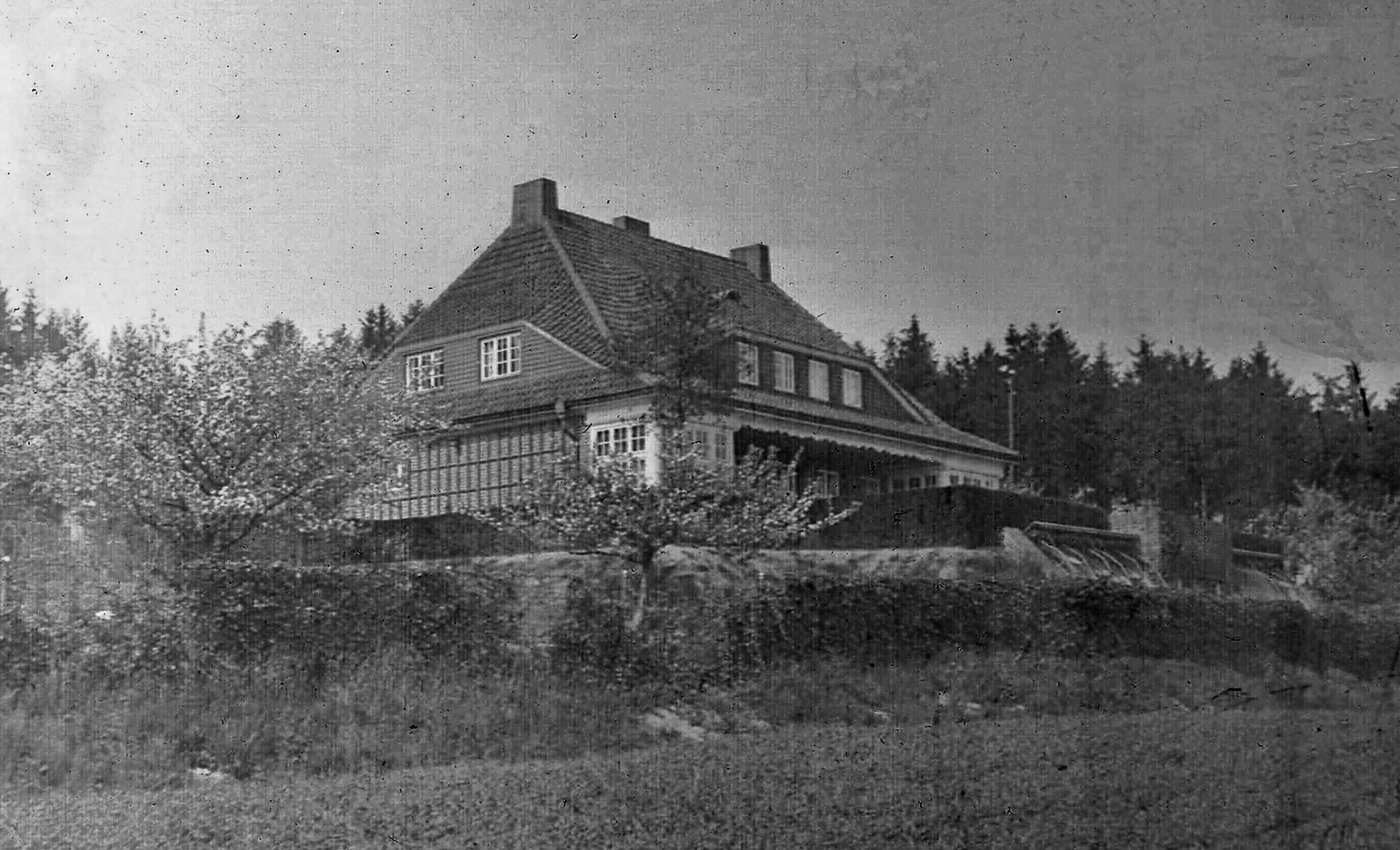
Kohns Villa "Casa Sonneck", 1930

## Biografía
Gerhard Kohnert nació el 2 de septiembre de 1882 en Geestemünde, como hijo de Franz Kohn (23 de diciembre de 1857 - 24 de septiembre de 1909) y su esposa Johanna, de soltera Gehrels (24 de diciembre de 1862 - 24 de diciembre de 1925). Era el primer hijo y su hermano Hans, cuatro años menor que él, también se convirtió en empresario y presidente de la Cámara de Comercio (IHK).
Después de asistir al “Realgymnasium” en Bremerhaven, Gerhard Kohn comenzó sus años de aprendizaje y viajes (1900-1908): los dos primeros semestres en la Handelshochschule Leipzig, luego dos semestres más en la Escuela de Gestión de Colonia (Alemania). A esto le siguieron puestos comerciales en Geestemünde, Lübeck, Viborg (entonces parte de Finlandia), en el aserradero Kramfors en el distrito de Härnösand en el norte de Suecia y, finalmente, dos años en Londres y un año en Estados Unidos.
Gerhard Kohnert no estaba casado ni tenía hijos. Debido a las hostilidades sufridas por el apellido judío “Kohn” / “Cohn” bajo el régimen nacionalsocialista, su hermano Hans solicitó un cambio de nombre a “Kohnert” para la familia y las empresas afectadas en Geestemünde y Melle en 1937. Este cambio tuvo lugar el 14 de agosto y fue aprobado ministerialmente en 1937. Gerhard Kohnert murió el 5 de julio de 1962 a la edad de 78 años en Melle después de una breve enfermedad.

### Empresa

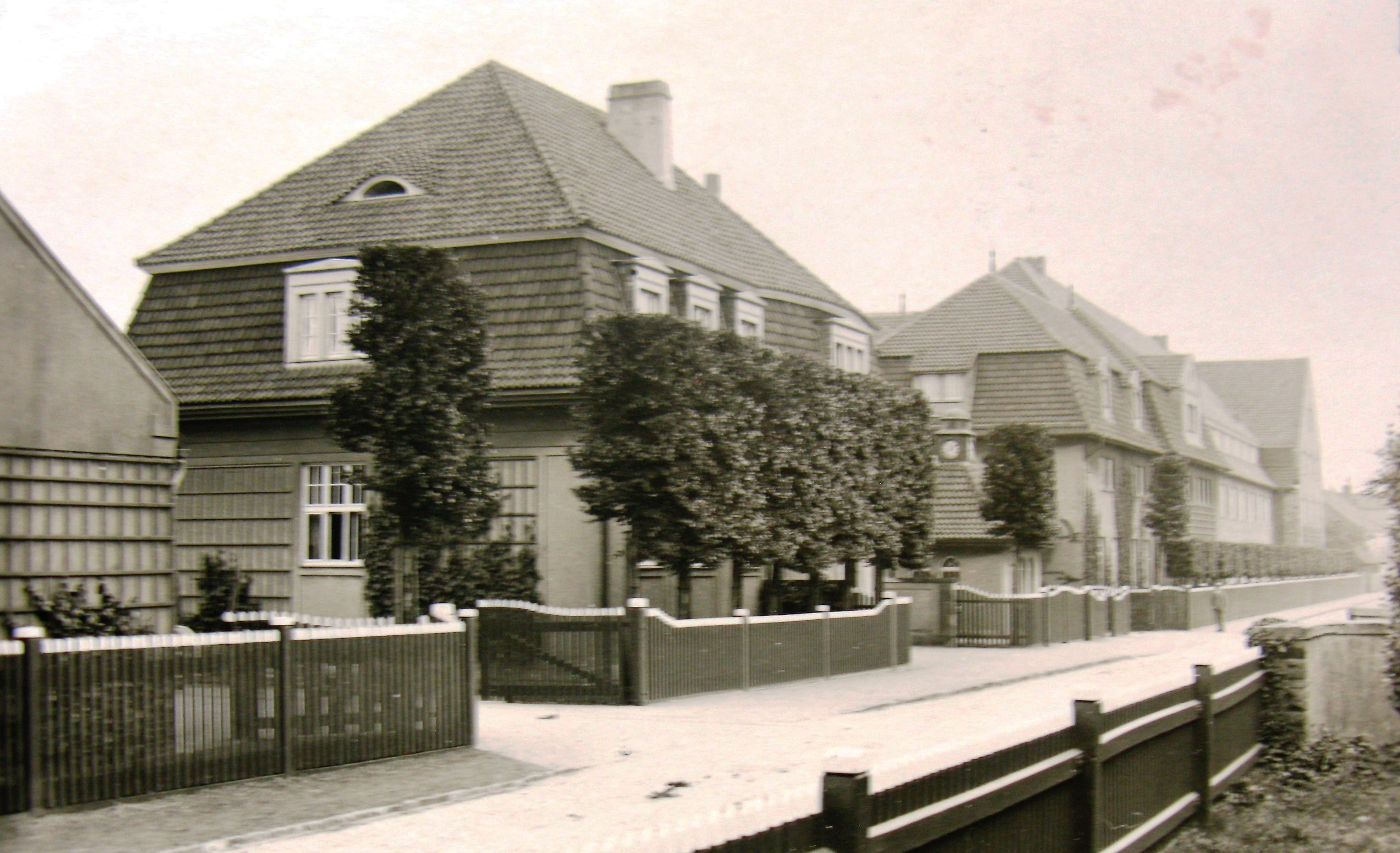
Meller Möbelfabrik, 1929

En 1909, después de la muerte de su padre, Gerhard Kohn se incorporó a la empresa matriz de sus padres, la empresa de importación y procesamiento de madera Pundt & Kohn en Geestemünde, como procurador. En 1912 también se convirtió en socio de la empresa, junto con su hermano Hans Kohnert, quien había asumido la dirección de la empresa tras la muerte de su padre en 1909. De 1912 a 1924, también fue miembro de la Cámara de Industria y Comercio de Bremerhaven.
En 1909, Gerhard Kohn fundó la "Meller Möbelfabrik GmbH" (MMM) en Melle, cerca de Osnabrück, y la dirigió hasta su muerte en 1962. Reconoció desde el principio que en las cercanías de la llamada "cuenca de muebles" (Herford, Detmold, Westfalia-Lippe del Este), había condiciones particularmente buenas para el desarrollo de la industria del mueble, como los ricos bosques de hayas y robles que suministraban las materias primas, y el alto desempleo y bajos salarios que reducían los costos unitarios. La gran necesidad de terreno para la producción de muebles que requiere mucho espacio podría cubrirse aquí de forma económica. Además, la conexión ferroviaria a los mercados de venta de muebles en rápido desarrollo en la cercana región del Ruhr y más tarde también en Renania-Palatinado y Sarre significó condiciones de desarrollo favorables para la fabricación de muebles. Durante la Segunda Guerra Mundial, la producción de MMM se cambió a tareas de guerra.

### Obras (de vida)

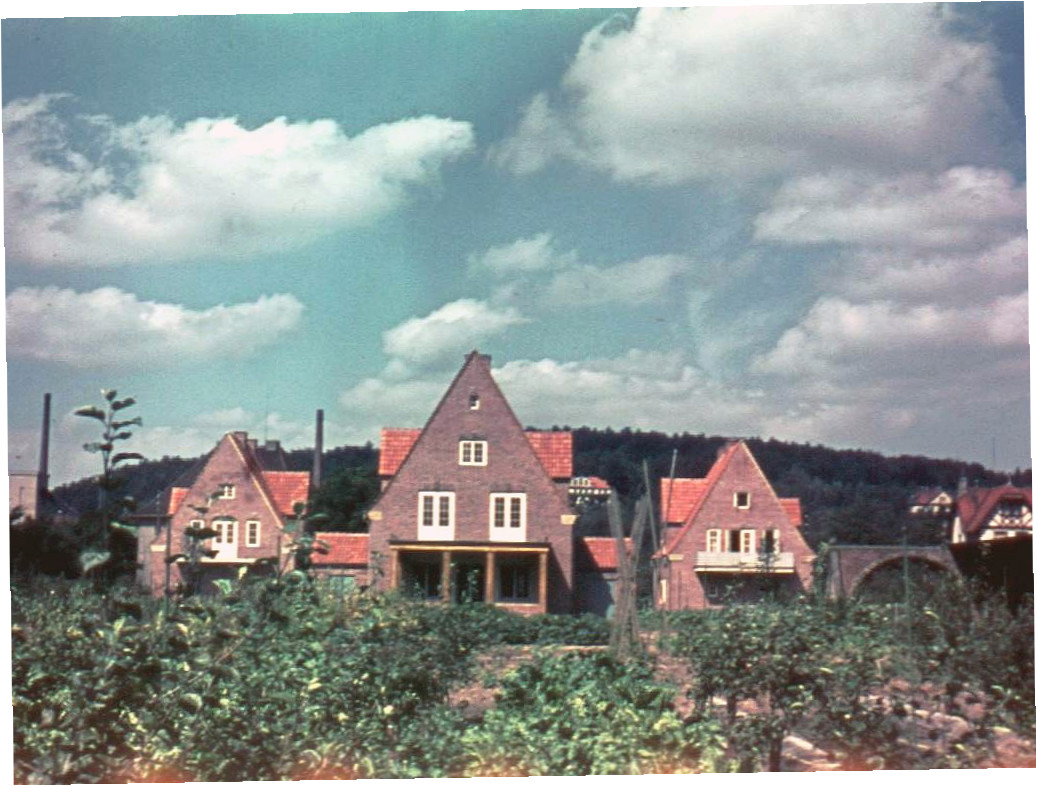
pisos de la fábrica MMM protegidos por monumentos,1956

Después del final de la Segunda Guerra Mundial, el gobierno militar británico se esforzó por encontrar nuevos líderes políticos locales, sin trabas y elegidos libremente en Melle después de doce años de gobierno nacionalsocialista. El 14 de noviembre de 1945, los miembros del comité de la ciudad del gobierno militar propusieron la formación de un colegio de concejales locales ("Bürgervorsteher-Kollegium") de 20 personas basado en el modelo de la República de Weimar. Sin embargo, el gobierno militar denominó al organismo recién formado "concejo municipal" y aprobó la composición el 19 de diciembre de 1945. El 9 de enero de 1946, el ayuntamiento se reunió para su sesión constituyente y, con el consentimiento del coronel Wilcox, eligió al fabricante de muebles Gerhard Kohnert como alcalde. El anterior alcalde, el Dr. Freiherr von Massenbach, se hizo cargo de la oficina recién creada de "Director de la ciudad". Debido a su actitud recta como alemán nacional, fue depuesto nuevamente después de unos meses. En términos de su naturaleza, Gerhard Kohnert hizo pocas apariciones públicas, pero brindó un apoyo especial al cuerpo de bomberos voluntarios de Melle.
En ocasión de su 70 cumpleaños, el fabricante Gerhard Kohnert recibió la Orden del Mérito de la República Federal de Alemania del presidente del distrito Friemann el 2 de septiembre de 1953 por sus servicios al desarrollo de la industria nacional del mueble. Según el Meller Kreisblatt, "este raro y alto premio se presentó por tercera vez en el distrito de Melle".

## distinção
- 1953: Ordem de Mérito da República Federal da Alemanha em fita